# Protostrigidae
Protostrigidae — вимерла родина совоподібних птахів, що існувала в еоцені та олігоцені. Від сучасних сов відрізняються збільшеними кігтями на задньому та другому пальцях (у сучасних всі кігті однакові). Рештки представників родини знайдені в США, Європі та Монголії. Типовий рід Protostrix визнано невалідним таксоном і вважається молодшим синонімом Minerva.